# Пјаца дел Галдо-Сант'Анђело (Салерно)
Пјаца дел Галдо-Сант'Анђело (итал. Piazza del Galdo-Sant'Angelo) је насеље у Италији у округу Салерно, региону Кампанија.
Према процени из 2011. у насељу је живело 5742 становника. Насеље се налази на надморској висини од 107 м.